# Andrzej Podkański
Andrzej Podkański (ur. 1952 w Warszawie) – polski malarz i wykładowca akademicki.

## Życiorys
Studiował na Wydziale Malarstwa Państwowej Wyższej Szkole Sztuk Plastycznych w Gdańsku w latach 1978-1980 oraz w Akademii Sztuk Pięknych w Warszawie w latach 1980-1984. Dyplomy w roku 1984 z malarstwa sztalugowego w pracowni prof. Tadeusza Dominika oraz z malarstwa ściennego w pracowni prof. Ryszarda Wojciechowskiego.
Andrzej Podkański był przewodnikiem po wystawach w CBWA „Zachęta”, wykładowcą sztuki polskiej na Uniwersytecie w Linköping w Szwecji, wieloletnim współpracownikiem rozgłośni radiowych, autorem artykułów o sztuce. 

## Nagrody
W 2019 roku otrzymał Srebrny Medal „Zasłużony Kulturze – Gloria Artis”.  Laureat przyznawanej przez Okręg Warszawski Związku Polskich Artystów Plastyków Nagrody imienia Jana Cybisa za rok 2022.